# Phytocoris angustatus
Phytocoris angustatus är en insektsart som beskrevs av Knight 1961. Phytocoris angustatus ingår i släktet Phytocoris och familjen ängsskinnbaggar. Inga underarter finns listade i Catalogue of Life.